# Caroline de Palatinat-Deux-Ponts-Birkenfeld
Titre
Landgravine de Hesse
30 mars 1753 – 9 mars 1774
(15 ans, 6 mois et 17 jours)
Surnommée la « Grande Landgravine », Caroline Henriette Christiane Philippine Louise de Palatinat-Deux-Ponts-Birkenfeld est un membre de la Maison de Wittelsbach.
Née le 9 mars 1721 au château de Rappolstein (ou château du Haut-Ribeaupierre) près de Ribeauvillé (Haut-Rhin) et décédée à Darmstadt le 30 mars 1774, elle est la fille aînée de Christian III de Deux-Ponts-Birkenfeld et de Caroline de Nassau-Sarrebruck.
Elle grandit avec ses frères et sœurs en Alsace.

## La landgravine de Hesse

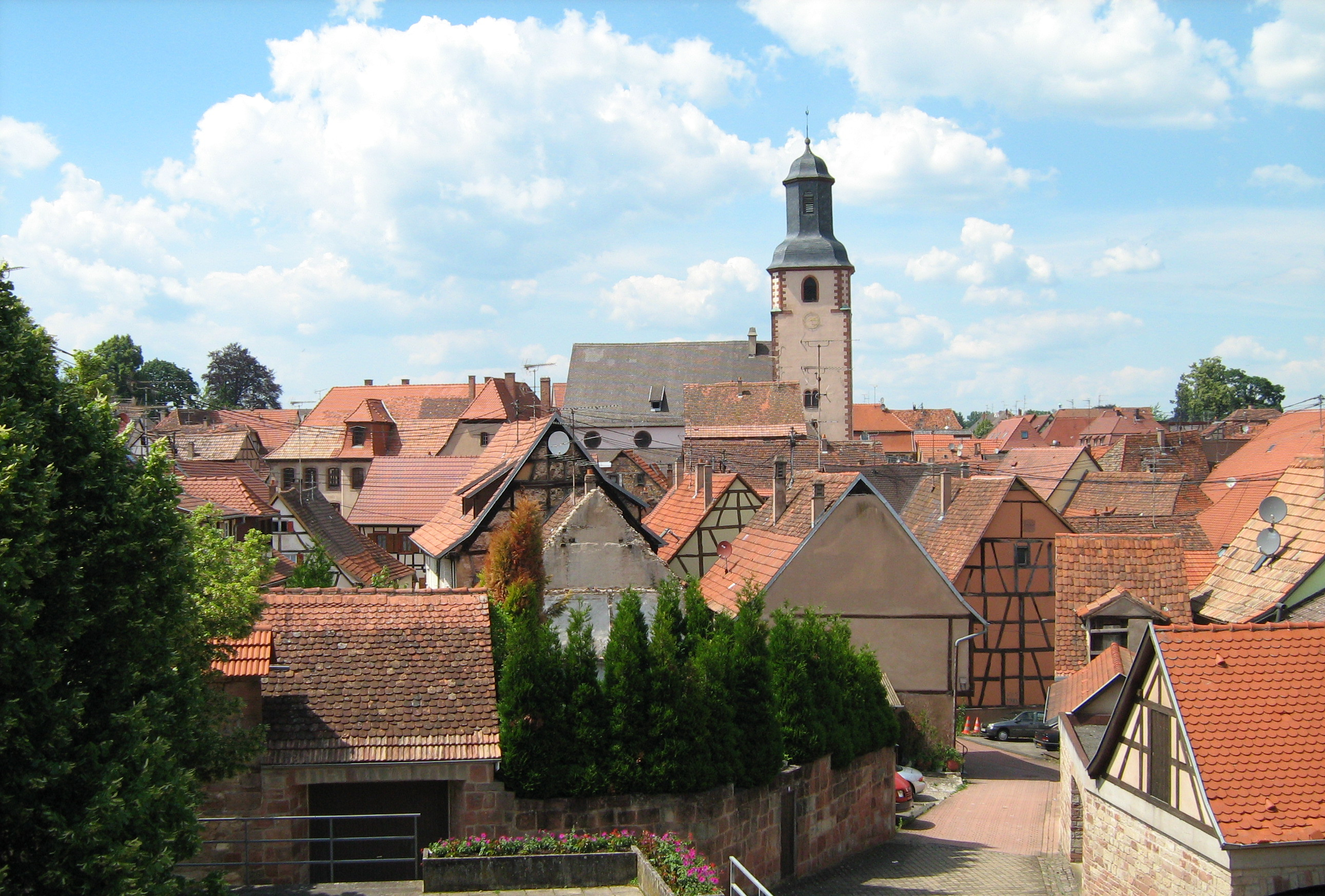
Vue de Bouxwiller où vécut la Landgravine.

Le 12 août 1741, elle épouse à Deux-Ponts (en allemand Zweibrücken), Louis IX de Hesse-Darmstadt.
Ce mariage ne sera guère heureux, Caroline étant intéressée par la littérature et la musique quand Louis, général prussien, voue un intérêt passionné à l'art militaire.
Le couple se séparera rapidement, la landgravine élisant domicile à Bouxwiller, Louis résidant à Pirmasens, ville de garnison qu'il avait fondée.
En 1750, cependant, Louis étant nommé commandant de la garnison de Prenzlau rejoint avec sa femme le Brandebourg. C'est là que naîtront la plupart de leurs enfants car, à la fin de la guerre de Sept Ans, le couple retrouve ses terres, Louis à Pirmasens, Caroline à Bouxwiller avec ses enfants.
Le couple eut 8 enfants :

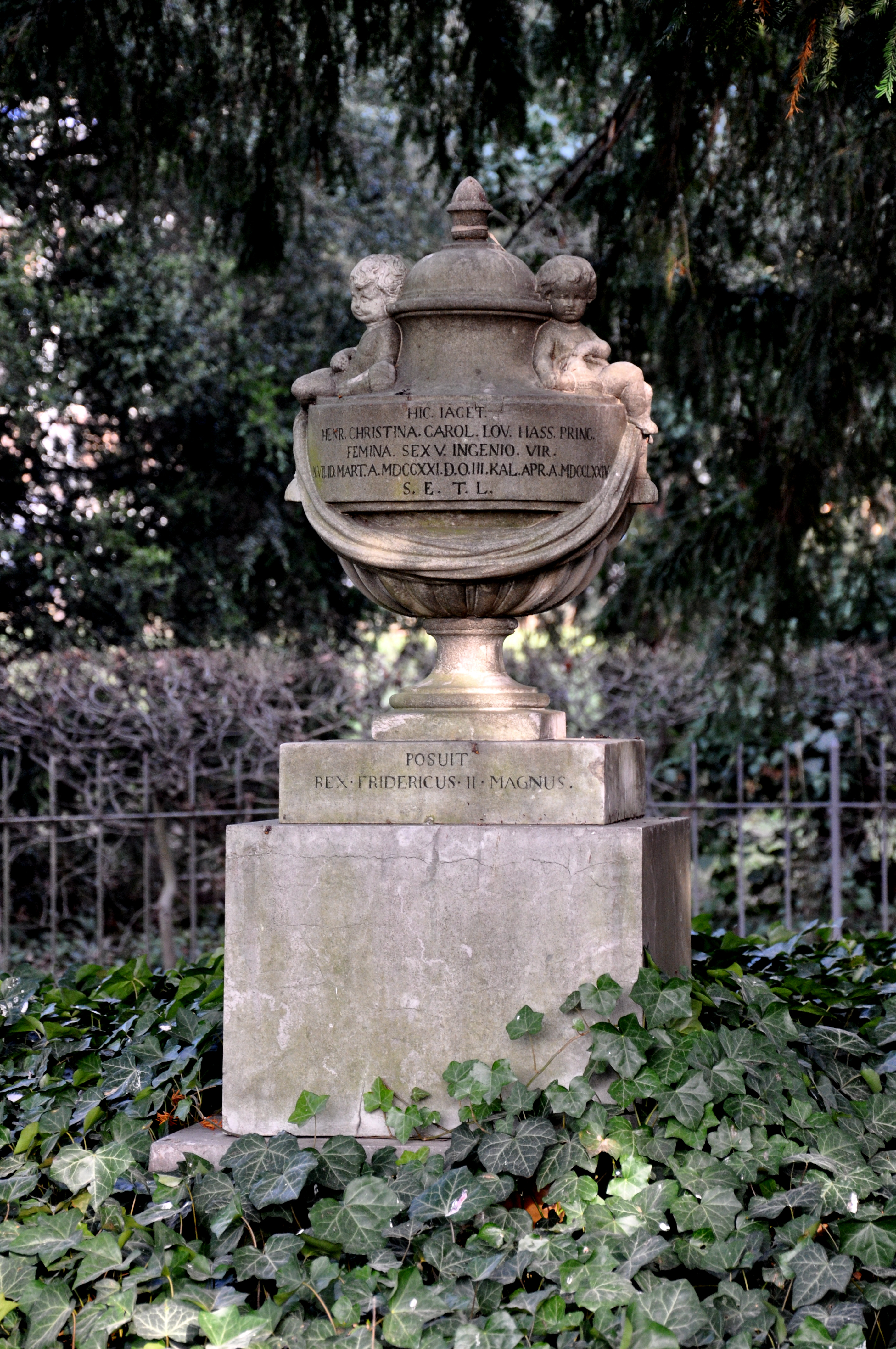
Vue de la sépulture.

- Caroline (1746-1821) épouse en 1768 Frédéric V, landgrave de Hesse-Hombourg (1748-1820) ;
- Frédérique-Louise (1751-1805) épouse en 1769 Frédéric-Guillaume II, roi de Prusse (1744-1797) ;
- Louis (1753-1830) épouse en 1777 Louise de Hesse-Darmstadt (1761-1829) ;
- Amélie (1754-1832) épouse en 1774 Charles-Louis, margrave héritier de Bade (1755-1801) ;
- Wilhelmine (1755-1776) épouse en 1773 Paul Ier de Russie (1754-1801) ;
- Louise (1757-1830) épouse en 1775 Charles-Auguste Ier, duc de Saxe-Weimar (1757-1828) ;
- Frédéric (1759-1802) ;
- Christian de Hesse-Darmstadt (1763-1830).

En tant que mère et souveraine Caroline eut le bonheur de marier brillamment ses enfants. Elle est l'ancêtre des maisons impériales et royales de Prusse et d'Allemagne, d'Autriche-Hongrie, de Russie, de Saxe, de Bavière, des Pays-Bas et des actuelles Maison d'Orléans, prétendante au trône de France et d'Orléans-Bragance, prétendante au trône de Brésil.
Pour pallier la misère de ses sujets, Caroline fit construire une fabrique de poudre de garance ; en 1772, elle soutint l'arrivée au pouvoir de Moser. Cette même année, à la demande de la tsarine Catherine II, elle entreprend un voyage en Russie avec ses trois filles cadettes, l'une d'entre elles étant destinée à épouser le tsarévitch.

## La «Grande» Landgravine

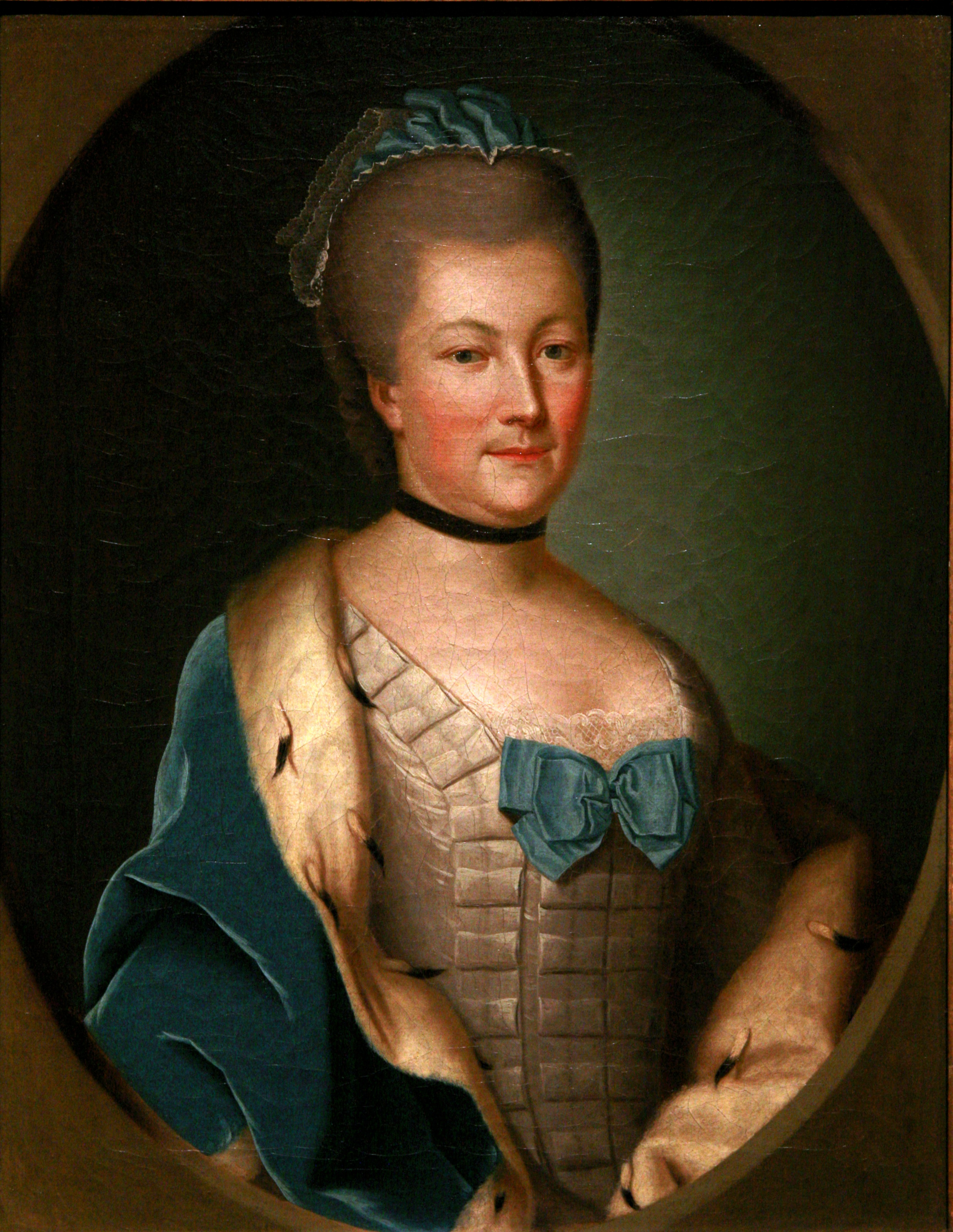
Caroline de Deux-Ponts-Birkenfeld.

À Bouxwiller, Caroline reçoit les écrivains de son temps, Herder, Wieland et bien sûr le jeune Goethe.
C'est Goethe, ami et bientôt premier ministre de son futur gendre, le duc de Saxe-Weimar, qui surnommera Caroline « la Grande Landgravine ».
Wieland la voulait couronner « reine de l'Europe ».
La landgravine était une des seules voire la seule femme que le roi Frédéric II de Prusse, connu pour sa misogynie féroce, respectait et avec laquelle il correspondait. Le roi l'appelait « la gloire et le miracle de notre siècle » et maria son héritier à une fille de la landgravine. Lorsque Caroline mourut, il honora sa mémoire en faisant parvenir à Darmstadt une urne sur laquelle était gravé l'hommage qu'il rendait à la landgravine, « femme par son sexe, homme par son esprit ».
La landgravine s'éteignit le 30 mars 1774 à l'âge de 53 ans.

## Source
- Wikipédia en allemand et Wikipédia en anglais.